# Календар виборів 2017

Карта виборів 2017 року:
Президентські
Парламентські
Загальні
Референдуми
Референдуми та загальні вибори
Немає виборів та референдумів

Даний список містить календар парламентських і президентських виборів, а також референдумів у 2017 році.

### Січень
- 29 січня  Гаїті  Вибори в Сенат Гаїті [en] (2 тур)[1].

### Лютий
- 5 лютого  Ліхтенштейн Парламентські вибори в Ліхтенштейні[2].
- 8 лютого  Сомалі Президентські вибори в Сомалі[3].
- 12 лютого
  -  Німеччина Президентські вибори в Німеччині[4].
  -  Туркменістан Президентські вибори в Туркменістані[5].
  -  Швейцарія Референдум в Швейцарії[6].
- 19 лютого  Еквадор Загальні вибори в Еквадорі (1-й тур), референдум про офшорні зони[7].
- 20 лютого  Нагірно-Карабаська Республіка ( Азербайджан) Конституційний референдум в Нагірному Карабасі[8] (невизнана держава).
- 21 лютого  Маршаллові Острови Вибори в Конституційну конвенцію Маршаллових островів[9].

### Березень
- 2 березня  Північна Ірландія ( Велика Британія) Вибори в Асамблею Північної Ірландії (позачергові)[10].
- 7 березня  Федеративні Штати Мікронезії Парламентські вибори в Федеративних Штатах Мікронезії[11].
- 12 березня  Республіка Абхазія ( Грузія) Парламентські вибори в Абхазії (1-й тур)[12].
- 13 березня  Угорщина Президентські вибори в Угорщині[13].
- 15 березня  Парламентські вибори в Нідерландах[14].
- 20 березня  Східний Тимор Президентські вибори в Східному Тиморі[15].
- 26 березня
  -  Республіка Абхазія ( Грузія) Парламентські вибори в Абхазії (2-й тур)[16].
  -  Болгарія Парламентські вибори в Болгарії[17].

### Квітень
- 2 квітня
  -  Вірменія Парламентські вибори в Вірменії[18].
  -  Сербія Президентські вибори в Сербії[en][19].
  -  Еквадор Загальні вибори в Еквадорі (2-й тур)[20].
- 6 квітня  Гамбія Парламентські вибори в Гамбії[21].
- 9 квітня  Південна Осетія ( Грузія) Президентські вибори[22] і конституційний референдум у Південній Осетії[en] (частково визнана держава)[23].
- 16 квітня  Туреччина Референдум про внесення змін до Конституції країни[24].
- 23 квітня  Франція Президентські вибори у Франції (1-й тур)[25].

### Травень
- 4 травня  Алжир Парламентські вибори в Алжирі[26].
- 7 травня  Франція Президентські вибори у Франції (2-й тур)[25].
- 9 травня  Південна Корея Президентські вибори в Південній Кореї[27].
- 10 травня  Багамські Острови Парламентські вибори на Багамських островах[28].
- 19 травня  Іран Президентські вибори в Ірані[29].
- 21 травня  Ліван Парламентські вибори в Лівані[30].

### Червень
- 8 червня  Велика Британія Парламентські вибори у Великій Британії 2017
- 11 червня
  -  Франція Парламентські вибори у Франції (1-й тур)[31].
  -  Пуерто-Рико Референдум про статус Пуерто-Рико[32].
- 18 червня  Франція Парламентські вибори у Франції (2-й тур)[31].
- 25 червня  Албанія Парламентські вибори в Албанії[33].
- 26 червня  Монголія Президентські вибори в Монголії 2017[en][34].

### Липень
- 7 липня  Монголія Президентські вибори в Монголії 2017[en]
- 16 липня  ДР Конго Загальні вибори в Демократичній Республіці Конго (1-й раунд)[35].
- 30 липня
  - Сенегал Парламентські вибори в Сенегалі
  -  ДР Конго Загальні вибори в Демократичній Республіці Конго (2-й раунд)[35].

### Серпень
- 4 серпня  Руанда Президентські вибори в Руанді[36].
- 8 серпня  Кенія Загальні вибори в Кенії[37].
- 23 серпня  Ангола Парламентські вибори в Анголі[38].

### Вересень
- 11 вересня  Норвегія Парламентські вибори в Норвегії[39].
- 23 вересня:
  -  Нова Зеландія Парламентські вибори в Новій Зеландії[40].
  -  Сінгапур Президентські вибори в Сінгапурі[41] (єдиний кандидат, визнаний обраним Президентом).
- 24 вересня  Німеччина Парламентські вибори в Німеччині[42].

### Жовтень
- 10 жовтня  Ліберія Загальні вибори в Ліберії[43].
- 15 жовтня:
  -  Австрія Парламентські вибори в Австрії 2017[44].
  -  Киргизстан Президентські вибори в Киргизстані[45].
- 20 — 21 жовтня  Чехія Парламентські вибори в Чехії[46][47].
- 22 жовтня:
  -  Словенія Президентські вибори у Словенії[48].
  -  Японія Парламентські вибори в Японії[49].
  -  Аргентина Парламентські вибори в Аргентині[en].
  - 26 — 28 жовтня
  -  Кенія Президентські вибори в Кенії[en][50] (повторне голосування).
- 28 жовтня:
  -  Ісландія Парламентські вибори в Ісландії[51].

### Листопад
- 9 листопада  Фолклендські Острови Парламентські вибори на Фолклендських островах[52]
- 12 листопада:
  -  Екваторіальна Гвінея Парламентські вибори в Екваторіальній Гвінеї[53]
  -  Словенія Президентські вибори у Словенії (другий тур)[54].
- Сомаліленд 13 листопада Президентські та парламентські вибори у Сомаліленді[55]
- Тонга 16 листопада Парламентські вибори в Тонга[56]
- 19 листопада  Чилі Загальні вибори в Чилі[57].
- 26 листопада:
  -  Гондурас Загальні вибори у Гондурасі
  -  Непал Парламентські вибори у Непалі (перший раунд)[58].

### Грудень
- 7 грудня  Непал Парламентські вибори у Непалі (другий раунд)[58].

## Не відбулись
- Ліберія Загальні вибори у Ліберії (2-й раунд)[en] (до 31 грудня)
- Румунія Референдум у Румунії